# Un soleil
Pour plus de détails, voir Fiche technique et Distribution.
Un soleil (陽光普照, Yáng guāng pǔ zhào), parfois connu sous son titre anglais A Sun, est un film taïwanais réalisé par Chung Mong-hong, sorti en 2019.

## Fiche technique
- Titre original : 陽光普照, Yáng guāng pǔ zhào
- Titre français : Un soleil[1],[2],[3] ou A Sun[4]
- Réalisation : Chung Mong-hong
- Scénario : Chang Yaosheng et Chung Mong-hong
- Photographie : Chung Mong-hong
- Montage : Lai Hsiu-hsiung
- Pays d'origine : Taïwan
- Format : Couleurs - 35 mm - 2,35:1 - Dolby Digital
- Genre : drame
- Durée : 156 minutes
- Dates de sortie :
  - Canada : 9 septembre 2019 (Festival international du film de Toronto 2019)
  - Taïwan : 1er novembre 2019
  - France : 10 avril 2020 (Netflix)

## Distribution
- Chen Yi-wen : A-Wen
- Samantha Shu-Chin Ko : Miss Qin
- Wu Chien-ho : A-Ho
- Liu Kuan-ting : Radish
- Greg Hsu : A-Hao
- Wen Chen-ling : Xiao-Zhen
- Ivy Yin : Miss Yin

## Distinctions

### Récompenses
- 56e cérémonie des Golden Horse Film Festival and Awards : meilleur film, meilleur réalisateur, meilleur acteur pour Chen Yi-wen, meilleur acteur dans un second rôle pour Liu Kuan-ting, meilleur montage et prix du public[5],[6]

### Sélection
- Festival international du film de Toronto 2019 : sélection en section Contemporary World Cinema